# 안녕 베일리
《안녕 베일리》(A Dog's Journey)는 미국에서 제작된 게일 맨쿠소 감독의 2019년 가족 영화이다. 조시 게드 등이 주연으로 출연하였고 개빈 폴론 등이 제작에 참여하였다.
이 영화는 앰블린 엔터테인먼트, 릴라이언스 엔터테인먼트, 월든 미디어, 알리바바 픽처스의 공동 제작이며 미국에서는 2019년 5월 17일 유니버설 픽처스에 의해 개봉되었다.

## 줄거리
강아지가 환생하며 자신의 첫 주인의 손녀, CJ를 찾아 결국 첫 주인인 이든을 찾는 이야기이다.

## 출연

### 주연
- 조시 게드 : 베일리 목소리 역
- 데니스 퀘이드 : 이든 역
- 캐서린 프레스콧 : 씨제이 역
- 마그 헬젠버거 : 한나 역
- 베티 길핀 : 글로리아 역
- 헨리 : 트렌트 역

### 조연
- 애비 라이더 포트슨 : 어린 씨제이 역
- 이안 첸 : 어린 트렌트 역
- 제이크 맨리 : 셰인 역
- 자니 갈렉키 : 헨리 역
- 다니엘라 바르보사 : 리즐 역
- 콘래드 코어트스 : 빅 조 역

## 기타
- 원작자: W. 브루스 카메론
- 미술: 에릭 프라서
- 세트: 스티븐 안트
- 의상: 패트리시아 J. 헨더슨
- 배역: 존 부챈
- 배역: 제이슨 나이트
- 배역: 존 팝시데라